# Oksijart
Oksijart (perz. وخش‌ارد; Uksšijarta, grč. Oxyartes) bio je kratkotrajni satrap Baktrije (možda i Sogdijane) u službi Perzijskog Carstva tijekom prve polovice 4. stoljeća pr. Kr. U povijesti je najviše ostao upamćen kao otac Roksane, koja se udala za Aleksandra Makedonskog. Oksijart se najranije spominje kao jedan od perzijskih vojskovođa koji su 329. pr. Kr. pratili Besa prilikom njegovog prijelaza preko rijeke Amu-Darje odnosno povlačenja u Sogdijanu. Nakon Besove smrti Oksijart je nakratko ovladao Baktrijom, te je sklonio Besovu ženu i kćeri na "Sogdijansku stijenu", utvrdu u istoimenoj pokrajini koju je čuvao Arimaz. Ipak, Aleksandar ih je naposljetku zarobio 328. pr. Kr., no drevni povjesničari navode kako se velikodušno ponio prema njima, zbog čega je Oksijart pristao da Roksana postane Aleksandrova žena. Oksijart je nakon toga imenovan satrapom Paropamisade (Hindukuš), a na tom mjestu ostao je i nakon Aleksandrove smrti, što su dijadosi 321. pr. Kr. potvrdili sporazumom u Triparadisu. U ratovima dijadoha je podržavao je Eumena, no 316. pr. Kr. priključio se Antigonu. Pretpostavlja se da je umro prije Seleukovog pohoda na Indiju, s obzirom na to da je Seleuk kasnije Čandragupti Mauriji prepustio njegovu satrapiju Parompisadu. Baktrija je ranije pripala u ruke Artabazu II., kojeg je na tom mjestu postavio sam Aleksandar.

## Poveznice
- Roksana
- Bes
- Aleksandar Makedonski

| Prethodnik:            | Satrap Baktrije (329. - 328. pr. Kr.) | Nasljednik:                                              |
| Bes (? - 329. pr. Kr.) | Satrap Baktrije (329. - 328. pr. Kr.) | Artabaz II. (makedonski namjesnik) (328. - 325. pr. Kr.) |

## Vanjske poveznice
- [neaktivna poveznica]
- Oksijart (enciklopedija Britannica)
- Oksijart (Oxyartes), AncientLibrary.com  Arhivirana inačica izvorne stranice od 9. studenoga 2005. (Wayback Machine)
- Oksijart (Pothos.org)  Arhivirana inačica izvorne stranice od 8. lipnja 2011. (Wayback Machine)